# بنجامين دونيلي
بنجامين دونيلي هو متزلج سريع كندي، ولد في 22 أغسطس 1996 في كندا.

## وصلات خارجية
- بنجامين دونيلي على موقع SpeedSkatingBase.eu (الإنجليزية)
- بنجامين دونيلي على موقع SpeedSkatingNews.info (الإنجليزية)
- بنجامين دونيلي على موقع SpeedSkatingStats.com (الإنجليزية)
- بنجامين دونيلي على موقع أوليمبيديا (الإنجليزية)